# Josep Rosell i Casablancas
|  | Per a altres significats, vegeu «Josep Rossell». |

Josep Rosell i Casablancas   (Sabadell, 17 de juny de 1891 - Sabadell, 10 de març de 1977) fou membre actiu de la societat civil sabadellenca: esportista, excursionista, periodista, historiador i cronista de Sabadell i el seu rodal.

## Biografia
Josep Rosell va ser un sabadellenc d'origen menestral, molt arrelat a la ciutat, que va aconseguir introduir-se i relacionar-se amb grups emergents dins de la societat civil de Sabadell entre 1920 i 1970. Pioner del periodisme esportiu a la ciutat, va participar en la direcció i l'organització del Centre d'Esports Sabadell i molt especialment del Centre Excursionista Sabadell, del qual va ser president en diverses etapes entre 1927 i 1934.
Va escriure a diversos mitjans de Sabadell: Butlletí del Centre Excursionista Sabadell; Diari de Sabadell; La Veu de Sabadell; Excursionisme; Anuari Sabadellenc; Sabadell-Ciutat; La Ciutat; El Poble; Esforç (Òrgan de la Joventut Republicana Federal); Butlletí del Club Excursionista de Gràcia; Revista LESA; Revista ALBA; Sabadell (Diari); Butlletí de la Unió Excursionista de Sabadell.
Després de la guerra civil va ser membre actiu de la Fundació Bosch i Cardellach, on va presentar més de 50 ponències sobre Sabadell i la seva història; la més rellevant la va escriure el 1956 sobre els inicis del futbol a la ciutat: Els primers capítols per a la història del futbol a Sabadell.
Era nebot d'Albà Rosell i Llongueras, amb el qual sempre va mantenir contacte malgrat el seu exili a Montevideo des de l'any 1922. Va treballar a La Electricidad (LESA).
La seva obra més coneguda és el llibre El rodal de Sabadell, prologat per Miquel Carreras i publicat presumiblement el 1937 per l'editor Joan Sallent.
Des de 1998 té una plaça al seu nom a Sabadell.